# Ádammo
Ádammo fue una banda de power pop peruana. Estuvo integrada por Ezio Oliva (voz), Renzo Bravo (bajo y coros) y Diego Ubierna (guitarra acústica). El nombre de la banda proviene de un dialecto griego que quiere decir «Placer de hacer algo», en este caso sería placer para escuchar/hacer música.

## Historia

### Inicios y «Bandas de Garage»
Originariamente peruana, la banda se dio a conocer en 2007, al ganar el concurso denominado «Bandas de Garaje» organizado por Studio 92, concurso en el cual participaron más de 200 bandas peruanas.
En julio del 2008, participaron como banda invitada en el concierto del grupo mexicano Camila, tocando en vivo frente a diez mil personas en el Jockey Club del Perú. La acogida del público fue positiva para la banda.

### Sin Miedo: 2009-10
Para fines de año la banda lanza el video de su tema y sencillo «Sin miedo», el cual empezó a tener muy buena acogida por la cadena MTV.
La banda estrenó oficialmente su primer disco el 25 de abril de 2009, en la Discoteca Vocé de Lince su primer disco Sin miedo, estuvo a cargo de Francisco Murias, reconocido productor musical peruano, quien fuera nominado al Grammy Latino y en su haber cuenta con trabajos con artistas como Johanna Carreño y Fatking Bulla.
En febrero de 2009, participaron en el Festival de música pop realizado en Lima donde se presentaron junto a bandas como Belanova y los ya reconocidos Backstreet Boys este evento llevado a cabo en Estadio Monumental de Lima.
En el 2009, Alex Remou salió de la banda para estudiar en los Estados Unidos. En agosto la banda se presentó en el Festival de la Cerveza Arequipeña.
El 15 de octubre de 2009, tras alcanzar tres nominaciones, la banda obtuvo su primer premio internacional al ser ganador en Los Premios MTV 2009 en la categoría Mejor Artista Nuevo. Afines de año en el ranking anual de MTV Los 100 + pedidos del 2009 la banda obtuvo el primer lugar con el tema «En tus sueños» dirigido por Percy Céspedez siendo también la primera vez que lo lidera un grupo peruano en dicha señal.
En enero de 2010, la banda empezó el año con su confirmación para abrir el concierto que la cantante estadounidense Beyoncé ofreció el 16 de febrero en Lima.
En febrero la banda encabezó el Powerpop Fest realizado el 25 de febrero en el Barranco Bar (Barranco) en Lima. En mayo la banda anunció que se encontraba grabando su nueva producción en el famoso estudio Choice Recording donde también grabaron artistas como Jonas Brothers, Lady Gaga, Backstreet Boys, Demi Lovato, Green Day, Christina Aguilera, New Kids on the Block, entre otros. En mayo la banda estrenó el video «Algún día», fueron ganadores en los Premios APDAYC en la categoría Mejor Artista Rock del año, los integrantes de Ádammo participaron en el videoclip del guitarrista Slash, «By The Sword». En julio de 2010, Ádammo expresó su deseo de viajar y vivir en México con el propósito de conquistar el mercado internacional.
En agosto la banda es nominada a los premios Premios Orgullosamente Latino como Grupo Latino del año.

### Ámber: 2010-11
En septiembre de 2010, la banda participa en la banda sonora de la primera telenovela de MTV Latinoamérica llamada Niñas Mal. Además en ese mismo mes también es nominada a los Premios Grammy Latino en la categoría de mejor video musical corto por el video de «Algún día» dirigido por nuevamente por Percy Céspedez. Después en Los 100 + pedidos del 2010, la banda ocupó el puesto 4.º con el video del tema «Algún día».
El 2 de noviembre de 2010, se da el lanzamiento de su segundo disco de estudio titulado Ámber, con el que siguen la línea de Power Pop del disco anterior.
En enero de[2011, el diario peruano La República destacó a Ádammo como lo más recomendado en Twitter en todo el año 2010. En 2011, la banda tendría como invitada a la actriz y cantante de Disney Andrea Guasch con la cual hizo presentaciones en TV así también como para portales de internet en vivo. En febrero organizaron el Amber Fest, donde tuvieron como invitados a enero, Vali Caceres y Andrea Guasch. La banda participa en Lima Music Fest junto a Camila y Noel Schajris. A inicios de mayo la banda participa en la banda sonora de la serie original de Nickelodeon, Grachi componiendo la canción «Hechizo de Amor», participando en algunos episodios de la serie. En junio lanzan el videoclip de «Siento que Caigo» y la versión en inglés junto a Andrea Guasch. En agosto, la banda obtiene su nominación a los premios MTV Europe Music Awards. En septiembre, la banda lleva a Argentina su Ámbertour, donde participan como teloneros del cantante Luis Fonsi.

### Tiempos violentos2012-13
Ya en marzo de 2012 lanzan Venus, primer sencillo del tercer disco de la banda titulado Tiempos Violentos, en el que dan un cambio de dirección al estilo de la banda hacia el Electro Pop.
En septiembre se da la grabación del primer DVD en vivo de la banda, en el C.C. María Angola.
A finales del mismo mes son nominados a los premios MTV EMA en la categoría «Mejor Artista Latinoamericano Central».

## Discografía

### Álbumes de estudio
- Sin miedo (2009)
- Ámber (2010)
- Tiempos violentos (2012)

### Videos
| Año  | Canción                   | Álbum             |
| ---- | ------------------------- | ----------------- |
| 2008 | Sin miedo                 | Sin Miedo         |
| 2009 | En tus sueños             | Sin Miedo         |
| 2010 | Mala Conducta (videoblog) | Ámber             |
| 2010 | Algún día                 | Ámber             |
| 2011 | Siento que Caigo          | Ámber             |
| 2011 | Yiju (videoblog)          | Tiempos Violentos |
| 2011 | Te Regalo                 | Ámber             |
| 2012 | Venus                     | Tiempos Violentos |

## Listas
Los 100 + pedidos del 2009
- Sin miedo (Puesto 27)
- En tus sueños (Puesto 1)

Los 100 + pedidos del 2010
- Algún día (puesto 4)

## Premios y nominaciones
| Año  | Trabajo nominado   | Premio                        | Categoría                      | Resultado |
| ---- | ------------------ | ----------------------------- | ------------------------------ | --------- |
| 2009 | Ádammo             | MTV Latinoamérica             | Artista Revelación             | Nominado  |
| 2009 | Ádammo             | MTV Latinoamérica             | Mejor Artista Nuevo: Centro    | Ganador   |
| 2009 | Ádammo             | MTV Latinoamérica             | Premio La Zona                 | Nominado  |
| 2010 | Ádammo             | Premios APDAYC                | Grupo Rock del Año             | Ganador   |
| 2010 | Ádammo             | Premios APDAYC                | Artista Revelación del Año     | Nominado  |
| 2010 | Ádammo             | Premios Orgullosamente Latino | Grupo Latino del año           | Nominado  |
| 2010 | «Algún día»        | Premios Grammy Latinos        | Video Corto del año            | Nominado  |
| 2010 | Ádammo             | Premios Clarín                | Mejor Videoclip del Año        | Nominado  |
| 2010 | Ádammo             | Premios Clarín                | Mejor Revelación Internacional | Nominado  |
| 2010 | Ádammo             | Premios Clarín                | Mejor Disco Internacional      | Nominado  |
| 2010 | «Algún Día»        | Radio Can                     | Mejor Video                    | Nominado  |
| 2011 | Ádammo             | Premios APDAYC                | Grupo Rock del Año             | Ganador   |
| 2011 | Ádammo             | MTV Europe Music Awards       | World Wide Act Latin American  | Nominado  |
| 2011 | Ádammo             | Zona Joven                    | Mejor Artista Pop Rock Peruano | Ganador   |
| 2012 | «Siento que Caigo» | Radio Can                     | Canción del Año                | Nominado  |
| 2012 | «Siento que Caigo» | Premio Luces                  | Canción del Año                | Nominado  |
| 2012 | Ádammo             | Lo mejor del 2011 de MTV LA   | Grupo del año                  | Nominado  |

## Controversia
En 2011 el exguitarrista de la banda, Nicholas, recibió comentarios negativos desde Twitter a favor del atropello de un perro por su hermano en la carretera. El guitarrista pidió disculpas del incidente y optó por borrar todos sus tuits con respecto al tema.